# Regardez la neige qui tombe
Regardez la neige qui tombe, sous-titré Impressions de Tchékhov, est un essai de Roger Grenier publié le 31 décembre 1991 aux éditions Gallimard et ayant reçu le prix Novembre la même année, ex æquo avec La Chasse aux trésors d'Henri Thomas.

## Éditions
- Éditions Gallimard, coll. « L'Un et l'Autre », 1991  (ISBN 2-07-072443-3)